# Гептасульфид гексаиндия
Гептасульфид гексаиндия — бинарное неорганическое соединение 
металла индия и серы
с формулой In6S7,
кристаллы.

## Получение
- Нагревание стехиометрических количеств чистых веществ в инертной атмосфере:

{\displaystyle {\mathsf {6In+7S\ {\xrightarrow {780^{o}C}}\ In_{6}S_{7}}}}

## Физические свойства
Гептасульфид гексаиндия образует кристаллы 
моноклинной сингонии, пространственная группа P 21/m, параметры ячейки a = 0,9090 нм, b = 0,3887 нм, c = 1,7705 нм, β = 108,2°, Z = 2
.
Соединение образуется по перитектической реакции при температуре 780°С.